# Świeca

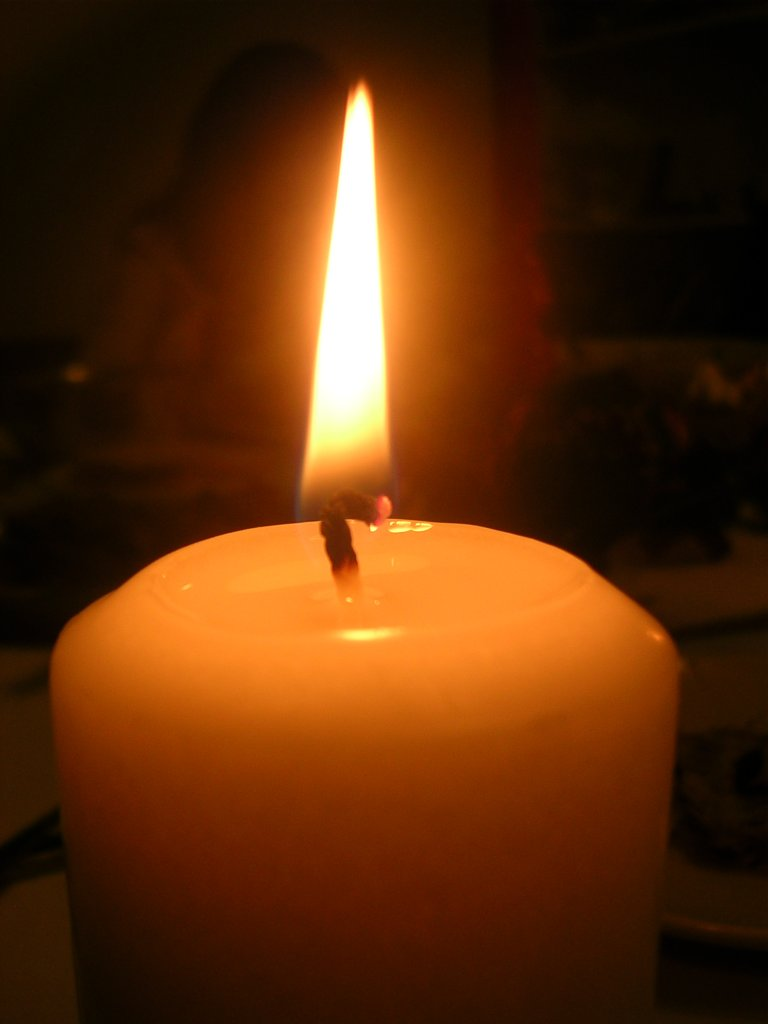
Płonąca świeca

Świeca – źródło światła, zazwyczaj wykonane z paliwa stałego uformowanego najczęściej w walec, w osi którego na całej długości umieszczony jest knot. Dawniej świece wykonywane były głównie z wosku pszczelego, przez co w tej formie były dostępne dla zamożnych. Biedniejsi używali źródeł oświetlenia wykonanych z tańszego tłuszczu zwierzęcego. Obecnie świece najczęściej produkowane są z parafiny lub stearyny. Odmianą świecy umieszczonej w naczyniu jest znicz.
Najprawdopodobniej wywodzi się od półpochodni.

## Wykorzystanie
Świec używano już co najmniej 3000 lat temu. Wspomina o nich Stary Testament, a Rzymianie wytwarzali je z lnu oblewanego woskiem i smołą. Często stosowano też wosk pszczeli i tłuszcze zwierzęce. Przed wprowadzeniem elektryczności świece były powszechnym źródłem światła; szczególnie w północnej Europie aż do XIX wieku były częściej używane niż lampki oliwne.
Obecnie świece używane są głównie ze względu na walory estetyczne (np. dla wytworzenia romantycznego nastroju) lub w nagłych przypadkach, w razie przerw w dopływie energii elektrycznej.
Są również używane w różnego rodzaju ceremoniach religijnych:
- w religiach chrześcijańskich: 
  - światło świecy symbolizuje Jezusa Chrystusa, świece zawsze płoną na ołtarzu w trakcie sprawowania liturgii
  - używa się ich często przy innych okazjach, takich jak np. chrzest
  - świece używane były również tradycyjnie do dekoracji choinki bożonarodzeniowej – jednak ze względów bezpieczeństwa świece zostały zastąpione lampkami elektrycznymi
- żydowskie święto Chanuka, zwane również świętem światła, celebrowane jest zapalaniem świec w specjalnym świeczniku – chanukii

Świece produkowane są w różnych kolorach, kształtach, rozmiarach i zapachach. Niektóre świece zapachowe wykorzystywane są w aromaterapii. Te wykonane z pszczelego wosku pachną miodem.

## Działanie świec
Zjawiska zachodzące podczas spalania świecy, mimo niezbyt skomplikowanej jej budowy, są stosunkowo złożone:
- materiał oświetlający topi się pod wypływem ciepła płomienia
- stopiony materiał podnosi się w knocie wskutek jego włoskowatości (knot nim nasiąka)
- w wysokiej temperaturze, blisko płomienia, materiał świecy rozkłada się na produkty gazowe lub odparowuje
- opary spalają się w płomieniu, wytwarzając światło i ciepło

Knot w świecy spala się dopiero wtedy, gdy jest zbyt długi, by nasiąknąć do końca paliwem. Niżej opary nie dopuszczają płomienia do knota.

## Rozdziały opracowane na podstawieencyklopedii Orgelbrandat. XIV, s. 363 i następne, rok1903

### Technologia produkcji

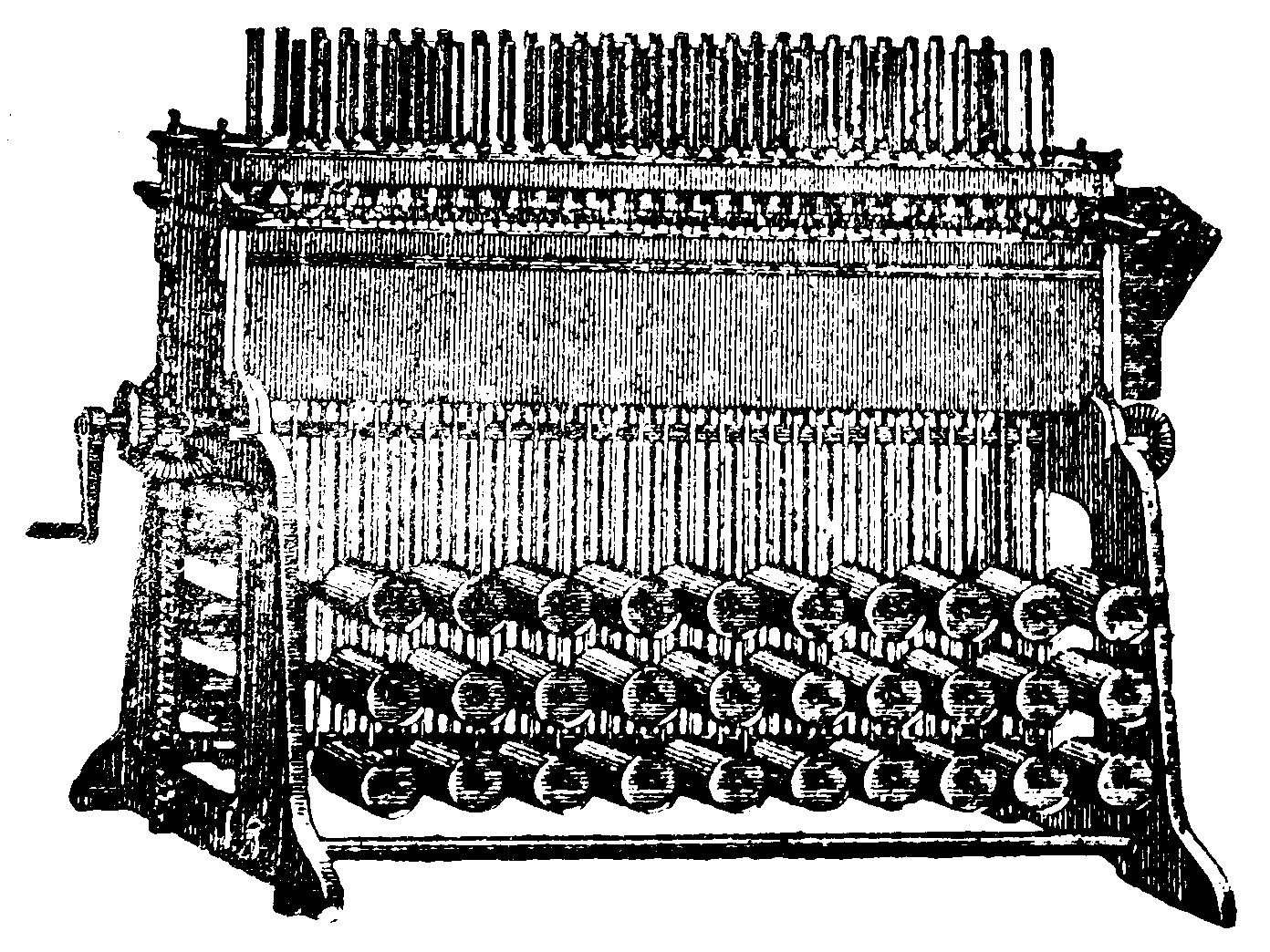
urządzenie do wyrobu świec stearynowych
rysunek z Orgelbranda, 1903

Świece stearynowe (ściślej: stearowe, gdyż wyrabiane są z kwasu stearowego: stearyna); ze stearyny, jako zawierającej glicerynę, świece zbliżają się do łojowych. Surowcem do wyrobu kwasu stearowego jest łój barani lub wołowy, albo też olej palmowy, do przerabiania których służy kilka metod. Najczęściej używana polega na dodaniu wapna do stopionego łoju, przy czym gliceryna się wydziela, a utworzone mydło wapienne rozkłada się kwasem siarkowym, który z wapnem wydaje gips. Do masy tej, która już zawiera oswobodzone kwasy tłuszczowe, dopuszcza się parę wodną, pod wpływem której kwasy tłuszczowe się stapiają i spływają na powierzchnię, skąd zebrane, zlewane są do płytkich form blaszanych, gdzie krzepną w miękką masę, która poddaje się silnemu wyciskaniu w workach, najpierw na zimno, następnie na ciepło, przez co kwasy ciekłe zostają wydalone, a pozostaje twarda masa, używana do wyrobu świec. Kwasy ciekłe, odpływające przy tym, używane są do produkcji mydła lub do odtłuszczania wełny.
Postępowanie to znacznie ulepszył Milly przez wystawienie mieszaniny tłuszczu i wapna na wysoką temperaturę, przez co ilość potrzebnego wapna i kwasu siarkowego znacznie się zmniejsza. Inne metody rozszczepiania tłuszczów obojętnych na glicerynę i kwasy tłuszczowe polegają na użyciu kwasu siarkowego, albo też wody ogrzanej pod dużym ciśnieniem do temperatury wyższej od normalnego punktu wrzenia; w miejsce tak silnie ogrzanej wody użyć też można silnie rozgrzanej pary wodnej. Tak otrzymane kwasy tłuszczowe topione są jeszcze i oczyszczane działaniem kwasu siarkowego, pary wodnej i białka, a potem odlewane są do formy.
Przy wolnym stygnięciu kwas stearowy ma skłonność do krystalizowania w wielkie listki, jeżeli oziębianie odbywa się powoli, przez co otrzymuje się niejednostajnie przezroczyste, łatwo się łamiące świece. Niedogodność tę usuwa dodatek kwasu arsenowego (co jednak ze względów higienicznych jest szkodliwe), wosku lub parafiny; należy nadto kwas stearowy odlewać niezbyt gorący, ale w chwili, gdy jest oziębiony prawie do punktu krzepnięcia. Formy do świec stearynowych składają się ze stopu cyny i ołowiu. Knot naciąga się w osi formy, gdzie u dołu przytwierdzony jest w małej dziurce, u góry zaś w lejku osadzonym w formie, przez który wlewa się stopiony kwas stearowy. Obecnie używa się prawie wszędzie maszyn do odlewania świec, które pozwalają proces odlewania świec prowadzić w sposób ciągły; w maszynach tych sznur przeznaczony na knoty przeciąga się przez formy i dopiero po wydobyciu świecy z formy odcina. W niektórych technologiach stosuje się dodatkowo wystawianie świec na działanie czynników atmosferycznych; działanie promieni słonecznych i wilgoci powoduje, że świece zyskują na białości i gładkości.
Sznury do produkcji knotów do świec dawniej były skręcane, obecnie są plecione i napawane kwasem bornym i kwasem fosforowym. Te chemiczne dodatki do knota powodują niemal doszczętne wypalanie się knota. Niepalna resztka mineralna knota odpada pod wpływem ciężaru, dzięki czemu świece wyprodukowane w ten sposób nie wymagają tzw. „objaśniania”, czyli odcinania resztek zwęglonego knota.

### Inne rodzaje świec
Dodanie 10% wosku powoduje, że świece stearynowe nabierają większej przezroczystości (świece cerofanowe). Wytwarzane są także świece kompozytowe, z oleju kokosowego i kwasu stearowego, a także świece palmowe, z oleju palmowego.
Używane niegdyś świece łojowe produkowane były przez kilkakrotne zanurzanie knotów w łoju najpierw gorącym, później w schłodzonym do temperatury bliskiej temperaturze krzepnięcia. Proces powtarzany był kilkakrotnie, tak długo, aż uzyskano świece oczekiwanej grubości. Ostatnia krótka kąpiel odbywała się w gorącym łoju w celu nadania świecy odpowiedniej gładkości.
Świece parafinowe wyrabiane są z rozmaitych gatunków parafiny, a dla podwyższenia ich punktu topliwości dodaje się zwykle nieco kwasu stearowego (świece melanylowe). Produkowane są identycznie, jak stearynowe. Świece belmontynowe wyrabiane są z belmontyny (oczyszczonej parafiny otrzymanej podczas destylacji ropy naftowej), nie różnią się od nich niemal świece ozokerytowe, z wosku ziemnego.
Świece woskowe robione są przez owijanie knota zmiękczonymi i spłaszczonymi paskami woskowymi, albo przez oblewanie knota stopionym woskiem, rzadziej przez odlewanie w formach. Z kolei do produkcji świec olbrotowych wykorzystywany był niegdyś tłuszcz pozyskiwany z kaszalotów, był to jednak kosztowny surowiec.

### Historia wynalazku
Świece woskowe znane już były w starożytności, świece łojowe powstały prawdopodobnie w czasach prześladowania chrześcijan, początek świec stearynowych datuje się od początku XIX wieku, gdy M.E. Chevreul i J.L. Gay Lussac otrzymali patent na wyrób kwasu stearowego w 1825; knoty plecione wprowadził Jules de Cambacérès w 1834, a świece parafinowe zaczęły wchodzić w użycie około roku 1860.

## Współczesność
W roku 2019 Polska była największym producentem świec w Unii Europejskiej, z udziałem 41%. Na drugim miejscu znalazły się Włochy, z udziałem 10%, a na trzecim Niemcy – 9%.